# Peter Niehusen
Peter Niehusen (n. 15 iulie 1951, Lübeck, Germania) este un canotor ce a reprezentat Germania, medaliat olimpic. A participat la o ediție a Jocurilor Olimpice (1976) în care a câștigat o medalie de bronz.

## Participări
Lista de mai jos prezintă principalele competiții la care a participat Peter Niehusen de-a lungul carierei.
- rowing at the 1976 Summer Olympics – men's coxed four[*][4]